# Marly-la-Ville
Marly-la-Ville egy község Franciaországban. Lakosainak száma 5852 fő (2022. január 1.).

## Földrajza
Marly-la-Ville Bellefontaine, Fosses, Louvres, Puiseux-en-France, Saint-Witz és Villeron községekkel határos.